# Gymnastes (Paragymnastes) pennipes
Gymnastes (Paragymnastes) pennipes is een tweevleugelige uit de familie steltmuggen (Limoniidae). De soort komt voor in het Oriëntaals gebied.